# Yajaira Freites
Yajaira Freites (San Felipe, 17 de mayo de 1948) es una científica venezolana.

## Biografía
Obtuvo su licenciatura en Sociología en la Universidad Católica Andrés Bello, en la ciudad de Caracas en 1972. Al tiempo de haber culminado sus estudios de maestría en Estudios del Desarrollo en el Centro de Estudios del Desarrollo de la UCV, ingresa como profesional asociado a la investigación en el Departamento de Estudio de la Ciencia del Instituto Venezolano de Investigaciones Científicas IVIC, bajo la supervisión del Dr. Marcel Roche, realizando con él sus primeras publicaciones. Roche también supervisó su tesis doctoral, titulada Una atalaya del saber. Historia de la  Academia de Ciencias y Matemáticas (1917- 1979), la cual recibió una mención honorífica (1991). Su estancia Postdoctorado en el IVIC y en el Office for History of Science and Technology, Universidad de California, Berkeley (1991-1994). Ingresa al escalafón de investigador del IVIC en enero de 1995. Actualmente es Investigador Asociado Titular en el Centro de Estudios de la Ciencia y Jefe del Laboratorio de Historia de la Ciencia y la Tecnología. 
Es docente en el Centro Estudios de la Ciencia(1993), a cargo delArchivado el 11 de marzo de 2016 en Wayback Machine. donde labora, teniendo a su cargo la materia de Ciencia y Sociedad en Venezuela la cual invita a la reflexión y estudio de las relaciones de la ciencia con la sociedad venezolana desde el punto de vista histórico. También es Profesora de Historia de la Ciencia y la Técnica en la Escuela de Historia de la Universidad Central de Venezuela (UCV) desde 2009. Profesora del Postgrado de Historia de la Universidad Católica Andrés Bello desde 2008.  Fue  Profesora en el Curso Humanismo de la Ciencia, Centro de Estudios Avanzados (CEA) del IVIC desde 1983 hasta 2011; y su Coordinador desde 1989-2009.
Sus investigación ha estado orientada por una perspectiva socio-histórica de la ciencia hacia: el estudio de los procesos de institucionalización de la ciencia en Venezuela durante los siglo XIX y XX; en los actuales momentos, estudia aquellos procesos relacionados con la implantación de las disciplinas de la física, las matemáticas, y de la veterinaria. 
Es autora de diversos artículos científicos (enlace roto disponible en Internet Archive; véase el historial, la primera versión y la última). publicados en las revistas especializadas en su campo.  La divulgación de la ciencia, ha sido una de su actividad más desarrollada orientada a dar a conocer sus conocimientos académicos en un formato más al alcance del público en general; como parte de ese esfuerzo es coautor de la Memoria de la Ciencia Archivado el 14 de julio de 2014 en Wayback Machine., diccionario en línea de biografías de científicos que han trabajado en Venezuela, y 25 reseñas sobre de la Historia de la física en Venezuela Archivado el 16 de mayo de 2010 en Wayback Machine., vertida en la sección en el encarte,  publicado en el diario Últimas Noticias (2008).
Coordina desde 2001 el Simposio Anual del Grupo Venezolano de Historia y Sociología de la Ciencia (GVHSC), destinado a reunir a los especialistas del campo y atraer a nuevos investigadores. Como parte de este esfuerzo, crea con Humberto Ruiz Calderón de la Universidad de los Andes, la revista electrónica Bitácora-e (2003)  de la que es coeditora.
Es miembro fundador de la Sociedad Latinoamericana de Historiadores de la Ciencia y la Tecnología (SLHCT) (1982), miembro electo al Consejo Latinoamericano de la SLHCT, (julio de 1988 a 1994). Socio de la Sociedad Mexicana de Historia del a Ciencia y la Tecnología. Miembro del Grupo Venezolano de Historia y Sociología de la Ciencia. Afiliado a la Sociedad Venezolana de Medicina Veterinaria en calidad de Socio Honorario. Miembro de la Asociación Venezolana para el Avance de la Ciencia (AsoVAC).